# Принцеса Бель-Етуаль
Принцеса Бель-Етуаль — французька літературна казка, написана мадам д'Онуа. Її джерелом для казки був Анчілотто, король Провіно, автор Джованні Франческо Страпарола.
Класифікується як тип в Аарне-Томпсона 707. Танцююча вода, співоче яблуко та птах, що говорить.

## Конспект

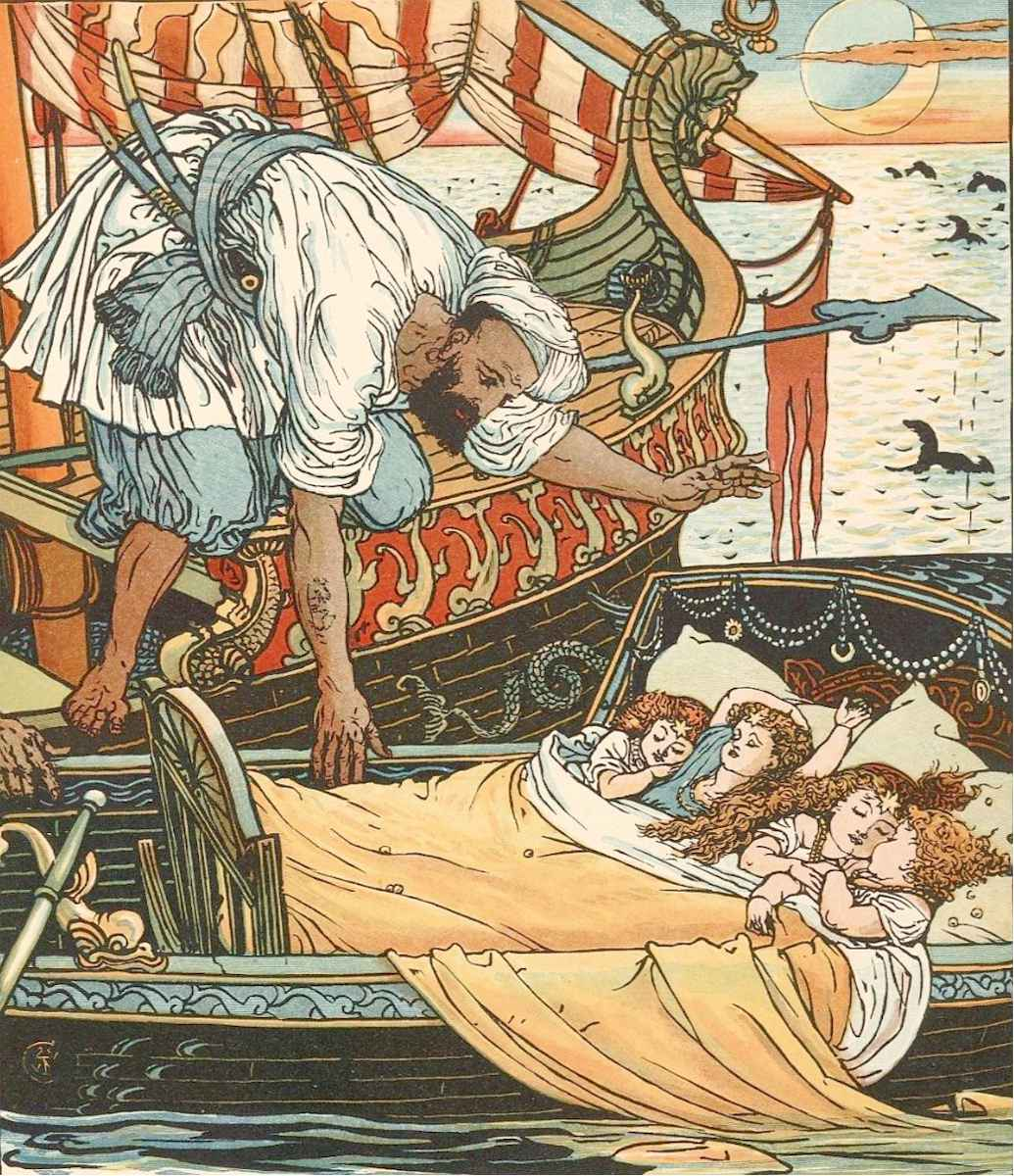
Діти королеви Блондин і сестри Брюнет, яких підібрав корсар після семи днів у морі; ілюстрація Волтера Крейна

Королева була доведена до бідності та продала соуси, щоб прогодувати себе та своїх трьох дочок. Одного разу до них прийшла стара жінка і попросила нагодувати її смачною їжею. Вони так і зробили, і жінка, будучи феєю, пообіцяла, що наступного разу, коли вони щось побажають, не думаючи про неї, це обов'язково збудеться. Тривалий час вони не могли загадати бажання, не згадавши про неї, але одного разу до них прийшов король. Старша донька, Русетта, сказала, що якщо вона вийде заміж за королівського адмірала, то зробить вітрила для всіх його кораблів; друга, Брюнетка, що, якби вона вийшла заміж за брата короля, вона зробила б з нього стільки мережив, щоб заповнити замок; третя, Блондин, що, якщо вона вийде заміж за короля, вона народить йому двох синів і доньку, у яких будуть золоті ланцюги на шиях і зірки на лобах, а з волосся спадатимуть коштовності.
Фаворит повторив їхні слова королю, який покликав сестер, і незабаром шлюби були укладені. З нізвідки з'явився пишний весільний бенкет, поданий на золотому посуді, і жінки зрозуміли, що це від старої. Русетт сховала посуд, коли вони пішли, але коли вона прийшла, його перетворили на глиняний посуд.
Мати царя розлютилася, почувши, що її сини одружилися з такими нікчемними жінками. Руссетта ревнувала своїх сестер. Брюнетка народила сина і померла. Блондин народила двох синів і доньку, а королева і Руссетт посадили на їхнє місце трьох цуценят. Вони забрали дітей, включно з Брюнет, і віддали їх служниці, яка не збиралася вбити їх, але поклала їх у човен з намистом, які могли б заплатити за їхню підтримку, якщо хтось їх знайде. Царицю відправили назад до матері.
Феї охороняли човен, поки він не впав у піратський корабель. Капітан приніс їх бездітній дружині. Коли вони виявили, що з волосся дітей випали коштовності, капітан відмовився від піратства, тому що без нього він був би багатим. Вони назвали принцесу Бель-Етуаль (французька «красива зірка»); її старший брат Petit-Soleil («Маленьке сонечко»); її молодший, Heureux («Щасливий»); і їхній двоюрідний брат, який не мав ланцюжка чи зірки, але був красивішим за своїх двоюрідних братів, Чері («Коханий»).
Коли Белль-Етуаль і Чері виросли, вони покохали один одного, але, вважаючи себе братом і сестрою, глибоко про це шкодували. Одного разу вона випадково почула розмову пірата і його дружини і дізналася, звідки вони прийшли. Вона сказала своїм братам і двоюрідному братові, і вони сказали пірату та його дружині, що хочуть піти. Пірат благав їх залишитися, але Еро переконав його, що вони занадто багато цікавляться своїм народженням, щоб терпіти це. Вони відпливли на дивовижному кораблі. Він прибув до замку короля, їхнього батька, і король дивувався ними. Просили лише будинок, де б зупинитися.
З опису королева-мати зрозуміла, що це її онуки. Вона послала служницю, яка не змогла їх втопити, і жінка сказала Бель-Етуаль, що їй потрібна танцююча вода, яка не дасть їй виглядати старою. Вона розповіла цю історію, і Чері негайно вирушив проти її волі. Він знайшов джерело і врятував голубку від утоплення. Це поставило всі види тварин, які риють нори, щоб викопати танцюючу воду, і Чері повернувся з нею. Він звільнив голубку, і та полетіла досить похмура.

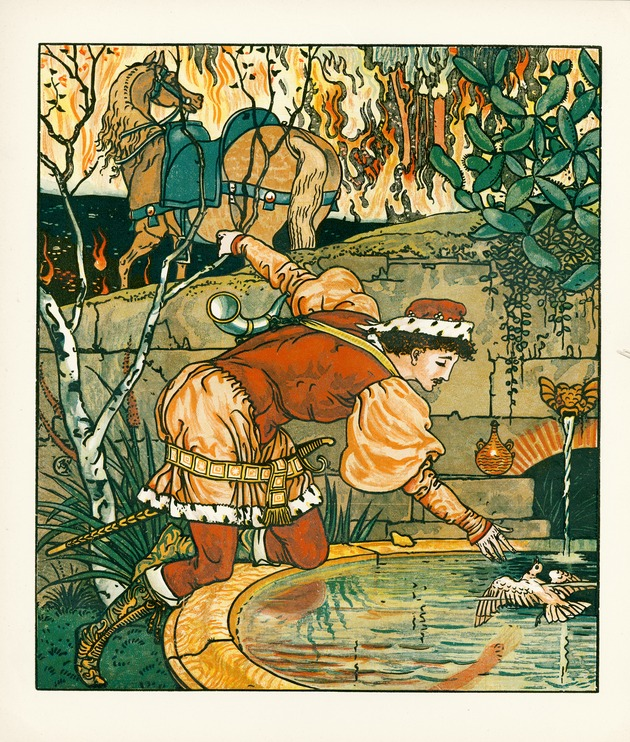
Чері рятує голубку від утоплення

Покоївка повернулася з розповіддю про співоче яблуко, і Чері знову вирушив у дорогу. Цього разу читаючий незнайомець спрямував його до яблука, і, допомагаючи пораненій голубці, він дізнався про дракона, який охороняв його, і як його можна відлякати дзеркалами, і повернувся з яблуком.
Покоївка повернулася з розповіддю про маленьку зелену пташку, яка знала все. Бель-Етуаль була глибоко засмучена цим, оскільки вона зрозуміла, що воно може сказати їй, ким були їхні батьки та звідки вони. Чері знову вирушив у дорогу, але коли він майже дістався до птаха, скеля розкрилася, і він упав у зал і перетворився на камінь. Бель-Етуаль захворіла через страждання через його відсутність, і Петі-Солей вирушив на пошуки Чері, але спіткала та сама доля, а потім й Еро зробив те саме.
Бель-Етуаль вирушила за ними і врятувала голубку зі снігу. Вона порадила їй не лізти на гору, де сів птах, а співати під нею і заманювати її вниз. Вона так і зробила, і пташка порадила їй, як визволити своїх братів і всіх інших в'язнів.
Тим часом королева-мати переконала короля розірвати шлюб із Блондиною та одружитися знову. Руссетта вмовила королеву запросити Блондин на весілля. Король запросив чотирьох дітей і залишив джентльмена чекати на їхнє прибуття. Коли вони прибули, джентльмен розповів їм історію короля. Бель-Етуаль і її брати прибули на весілля, привезли свої скарби, розповіли, як вони були покинуті, і показали їх королю. Нарешті король запитав зелену пташку, хто ці діти і звідки вони. Птах оголосив, що вони діти і племінник короля.
Королева-мати, Русетт і служниця були покарані, і замість того, щоб одружитися, король одружив свою доньку Бель-Етуаль із Чері.

## Спадщина
Як зазначив Джеймс Планше, автор і драматург, який адаптував кілька оповідань мадам д'Онуа для сцени, ця казка мала дивовижну схожість із «Сестрами, що заздрили своєму кадету» Антуана Галлана. Він також помітив, що казка, адаптована до англійської сцени, перейменувала принца Чері на принца Черрі, а принцесу Бель-Етуаль — на принцесу Прекрасну зірку.

## Аналіз
Історія класифікується в Індексі Аарне-Томпсона-Утера як казка типу ATU 707, «Троє золотих дітей» або, у франкомовних джерелах, L'Oiseau de Vérité («Птах правди»).

### Розподіл
У французьких джерелах засвідчено 35 варіантів казки (станом на кінець 20 століття). Учений 19 століття Френсіс Гіндес Ґрум зазначив, що цю казку можна знайти у Бретані та Лотарингії. Подібна оцінка дослідника Ґаеля Міліна стверджувала, що тип казки був bien attesté («добре засвідчений») у бретонському фольклорі 19 століття.

### Варіанти
Франсуа-Марі Люзель зібрав із Бретані Les trois filles du boulanger, або L'eau qui danse, le pomme qui chante et l'oiseau de la verit («Три дочки пекаря, танцююча вода, співоче яблуко та пташка правди») — із Плуаре, Deux Fréres et la Soeur («Два брати та їхня сестра»), історія, на яку сильно вплинула християнська традиція. Він також подав короткий виклад варіанту з Лор'яна: король йде на війну, а його дружина народжує двох хлопчиків і дівчинку. Цариця-матір обмінюється листом сина і наказує кинути дітей у воду, а дружину замурувати. Дітей рятують мірошник і його дружина, які виховують дітей і живуть заможно завдяки монетниці, яка щовечора з'являється під подушкою братів. Через роки вони вирушають на пошуки своїх біологічних батьків і потрапляють до замку, де містяться «pomme qui chante, l'eau qui danse et l'oiseau qui parle». Вони повинні перетнути кладовище, перш ніж дістатися до замку, де фея вбиває тих, хто неввічливий з нею. Брати терплять невдачу, але сестра поводиться ввічливо і отримує від феї тростину, щоб оживити всіх на цвинтарі. Вони знаходять свого батька, короля, але прибувають надто пізно, щоб врятувати матір.
Жан-Франсуа Блед записав варіант із Гасконі під назвою La mer qui chante, la pomme qui danse et l'oisillon qui dit tout («Співаюче море, танцююче яблуко та маленький птах, який усе розповідає»). Ця казка зберігає мотив чудових дітей, народжених із золотими ланцюгами 'між шкірою та м'язами рук', із Долопатосу та циклу Лицаря Лебедя.
Інші французькі варіанти: La branche qui chante, l'oiseau de vérité et l'eau qui rend verdeur de vie («Співоча гілка, птах істини і вода молодості») Анрі Пура; L'oiseau qui dit tout, казка із Труа, зібрана Луї Мореном; казка з регіону Ар'єж під назвою L'Eau qui danse, la pomme qui chante et l'oiseau de toutes les vérités («Танцююча вода, співоче яблуко і птах усіх істин»); варіант із Пуату під назвою Les trois lingêres Рене-Марі Лакюва; версія з Лімузена (La Belle-Étoile), Ж. Плантадіс; і версія із Соспеля, поблизу франко-італійського кордону (L'oiseau qui parle), Джеймс Бруйн Ендрюс.
Еммануель Коскен зібрав варіант із Лотарингії під назвою L'oiseau de vérité («Птах правди»), що є назвою, яку використовували французькі наукові кола для позначення казки.
Історія з Верхньої Бретані, зібрана Полем Себійо (Belle-Étoile), цікава тим, що відрізняється від звичайного сюжету: діти все ще живуть з матір'ю, коли вони самі по собі спонукаються до пошуку дивовижних речей. Себійо продовжував збирати варіанти з усієї Бретані: Les Trois Merveilles («Три чудеса») з Дінана.
Варіант із Провансу у Франції, зібраний Анрі Карнуа (L'Arbre qui chante, l'Oiseau qui parle et l'Eau d'or, або «Дерево, що співає, птах, що говорить, і золота вода»), молодша донька, принцеса, рятує старого, якого вона зустрічає під час подорожі, і який дає їй поради щодо того, як отримати предмети, і хто виявляється зачарованим юнаком.
Розширену версію, завдовжки майже з новелу, було зібрано з бретонського джерела та перекладено французькою мовою Габріелем Міліном і Амабле-Еммануелем Труде під назвою L'Oiseau de Vérité (бретонською: Labous ar wirionez). Історія цікава тим, що, поділена на три частини, у першій третині оповідання витрачає свій час на розвиток характерів царського сина та селянської дружини. У другій частині диво-діти — чоловічі трійні, кожен із символом на плечі: лук, наконечник списа та меч. Персонаж, який допомагає молодшому принцу, — зачарована царівна, яка, за пророцтвом хрещеної матері, вийде заміж за молодшого сина (героя казки).
В іншому бретонському варіанті, опублікованому в Le Fureteur breton (фр.), третя сестра-швачка хоче вийти заміж за принца, і в день свого весілля вона каже, що народить близнюків, хлопчика зі знаком флер-де-Ліс на плечі та дівчинку.
Два варіанти були зібрані Шарлем Жойстеном із Дофіне: L'oiseau de vérité («Птах правди») і La pomme d'or, l'oiseau des quatre vérités et l'eau qui fait revenir les morts («Золоте яблуко, птах чотирьох істин і вода, що повертає мертвих»).